# Edwin Harold Flack
Edwin Harold "Teddy" Flack (Londres, 5 de novembre de 1873 - 10 de gener de 1935) va ser un atleta i tennista australià.
Es va mudar amb la seva família a la ciutat de Berwick, Austràlia, quan sols tenia 5 anys. El seu primer contacte amb l'atletisme el va tenir vivint ja a Austràlia, en ingressar al London Athletic Club amb la intenció de preparar-se per participar en els primers jocs de l'era moderna a Atenes 1896. Durant aquest període va aconseguir ser campió d'Austràlia de la milla en els anys 1893 i 1894.
El seu viatge des d'Austràlia fins a Atenes fou tota una odissea que durà 6 dies, arribant a temps per poder disputar les eliminatòries de la primera prova en la qual anava a competir, els 800 metres llisos. Teddy va aconseguir guanyar aquesta primera ronda eliminatòria amb un temps de 2 m 10 segons. El seu segon dia d'estada a la capital grega va competir a la final dels 1500 metres guanyant en un emocionant esprint final al favorit de la prova Arthur Blake. D'aquesta manera va aconseguir la seva primera medalla olímpica i inaugurar el palmarès de campions olímpics de la prova dels 1500. El quart dia va guanyar la segona medalla olímpica en guanyar la final dels 800 metres llisos amb un temps de 2 m 11 segons. L'endemà va competir en la marató, una prova per a la qual no estava preparat, ja que mai havia corregut més de 15 km. Va aconseguir mantenir-se en segona posició darrere el francès Albin Lermusiaux, bronze als 1500, i quan aquest es va retirar, en el km 32, liderà la cursa. Amb tot, quan sols quedaven 4 km per acabar, va caure i quan un espectador grec l'estava ajudant, aquest fou colpejat i llençat a terra per Teddy, cosa que li comportà la desqualificació i que fos repudiat per la resta d'atletes.
A Atenes també va competir en un altre esport, el tennis. En la categoria individual va perdre en primera ronda amb el grec Aristidis Akratopoulos. En la categoria de dobles, competint al costat del seu amic George Stuart Robertson, aconseguí arribar a semifinals on perdé amb els grecs Dioníssios Kàsdaglis i Dimítrios Petrokókinos, quedant en tercer lloc. Malgrat no existir el premi de medalla de bronze per als tercers classificats, el Comitè Olímpic Internacional els reconeix com a medallistes olímpics de bronze en aquesta competició.
Va tornar a Austràlia i a l'empresa familiar el 1898, tot vivint en una propietat prop de Berwick, on criava bestiar boví. Flack mai tornà a competir per Austràlia, però formar part del Comitè Olímpic Australià i va formar part de la primera delegació australiana que va assistir a un Congrés del Comitè Olímpic Internacional.
Un parc anomenat Edwin Flack Reserve s'obria a Berwick per honrar el primer heroi olímpic de la ciutat i guanyador de medalles. Els nous camps d'esport de l'Institut de Melbourne s'han anomenat Flack Park en el seu honor.

## Jocs Olímpics

### Dobles
| Any  | Campionat                     | Parella             |
| ---- | ----------------------------- | ------------------- |
| 1896 | Jocs Olímpics, Atenes, Grècia | George S. Robertson |